# Eleição municipal de Ananindeua em 2016
A eleição municipal da cidade brasileira de Ananindeua em 2016 ocorreu em 2 de outubro para eleger um prefeito, um vice-prefeito e 25 vereadores para a administração da cidade paraense, com a possibilidade de um segundo turno em 30 de outubro.
O prefeito incumbente, Manoel Pioneiro, do Partido da Social Democracia Brasileira (PSDB), concorreu à reeleição. Não houve a necessidade de realizar um segundo turno, pois o eleitorado ananindeuense, assim como nas eleições anteriores, decidiu seu comando municipal já em primeiro turno, reelegendo Manoel Pioneiro, do PSDB.

## Regras
No decorrer do ano de 2015, o Congresso Nacional aprovou uma reforma política, que fez consideráveis alterações na legislação eleitoral. O período oficial das campanhas eleitorais foi reduzido para 45 dias, com início em 16 de agosto, o que configurou em uma diminuição pela metade do tempo vigente até 2012. O horário político também foi reduzido, passando de 45 para 35 dias, com início em 26 de agosto. As empresas passaram a ser proibidas de financiarem campanhas, o que só poderá ser feito por pessoas físicas.
A Constituição estabeleceu uma série de requisitos para os candidatos a cargos públicos eletivos. Entre eles está a idade mínima de 21 anos para candidatos ao Executivo e 18 anos ao Legislativo, nacionalidade brasileira, pleno exercício dos direitos políticos, pelo menos um ano de domicílio eleitoral na cidade onde pretende candidatar-se, alfabetização e filiação partidária até o dia 2 de abril de 2016.
As convenções partidárias para a escolha dos candidatos ocorreram entre 20 de julho e 5 de agosto. Já a propaganda eleitoral gratuita em Ananindeua começou a ser exibida em 26 de agosto e terminou em 29 de setembro. Segundo a lei eleitoral em vigor, caso o candidato mais votado receber menos de 50% +1 dos votos, é estabelecido o sistema de dois turnos; com a existência desta hipótese, a propaganda eleitoral gratuita voltaria a ser exibida em 15 de outubro e terminaria em 28 de outubro, entretanto, a eleição municipal na cidade acabou sendo decidida já em primeiro turno, bem como nas ocasiões anteriores, desde que o município atingiu o número de eleitores estabelecido (200 mil) para a realização do sistema de dois turnos: em 2008, com a vitória de Helder Barbalho e em 2012, com a vitória de Manoel Carlos Antunes.

## Candidaturas Oficializadas[7]
|  | Nº | Candidato(a) a prefeito | Candidato(a) a prefeito                                | Candidato(a) a vice-prefeito | Candidato(a) a vice-prefeito                               | Coligação | Duração da propaganda eleitoral |
|  | -- | ----------------------- | ------------------------------------------------------ | ---------------------------- | ---------------------------------------------------------- | --- | ------------------------------- |
|  | 15 |                         | Jefferson Lima (PMDB) Jefferson Ely Vale de Lima       |                              | Nilse Pinheiro (PMDB) Maria Iranilse Brasil Dias Pinheiro  | "Do lado da gente pra fazer diferente" - Partido da Mulher Brasileira (PMB) | 2 minutos e 51 segundos         |
|  | 65 |                         | Jorge Farias (PCdoB) Jorge Lopes de Farias             |                              | Manoel Aragão (PCdoB) Manoel de Jesus Palheta Aragão Filho | "Frente Popular Muda Ananindeua" - Partido dos Trabalhadores (PT) | 1 minuto e 43 segundos          |
|  | 55 |                         | Neil Duarte (PSD) Neil Duarte de Souza                 |                              | Alessandra Sá (PSD) Alessandra Souza Pereira               | Partido não coligado - Partido Social Democrático (PSD) | 53 segundos                     |
|  | 28 |                         | Paulo Ronaldo (PRTB) Paulo Ronaldo Marques Corrêa      |                              | Paulo Sutil (PRTB) Paulo Sutil Gonçalves Garcia            | Partido não coligado - Partido Renovador Trabalhista Brasileiro (PRTB) | 10 segundos                     |
|  | 45 |                         | Manoel Carlos Antunes (PSDB) Manoel Carlos Antunes     |                              | Carlito Begot (PR) Carlos Begot da Rocha                   | "Ananindeua no rumo certo" - Partido da Social Democracia Brasileira (PSDB) - Partido da República (PR) - Partido Socialista Brasileiro (PSB) - Democratas (DEM) - Partido Democrático Trabalhista (PDT) - Partido Trabalhista Brasileiro (PTB) - Solidariedade (SD) - Partido Republicano da Ordem Social (PROS) - Partido Popular Socialista (PPS) - Partido Social Cristão (PSC) - Partido Verde (PV) - Partido Trabalhista do Brasil (PTdoB) - Partido Ecológico Nacional (PEN) - Partido Trabalhista Cristão (PTC) - Partido Social Liberal (PSL) - Partido Social Democrata Cristão (PSDC) - Partido da Mobilização Nacional (PMN) - Partido Republicano Progressista (PRP) - Partido Pátria Livre (PPL) | 4 minutos e 02 segundos         |
|  | 50 |                         | Beto Andrade (PSOL) Alberto Ferreira de Andrade Júnior |                              | Léo Barata (PSOL) Antônio Leonardo Teixeira Silva          | Partido não coligado - Partido Socialismo e Liberdade (PSOL) | 18 segundos                     |

## Resultados

### Prefeito
| Candidato(a)           | Vice                   | 1º turno 2 de outubro de 2016 | 1º turno 2 de outubro de 2016 |
| Candidato(a)           | Vice                   | Total                         | Percentagem                   |
| ---------------------- | ---------------------- | ----------------------------- | ----------------------------- |
| Manoel Pioneiro (PSDB) | Carlito Begot (PR)     | 127.906                       | 55,64%                        |
| Jefferson Lima (PMDB)  | Nilse Pinheiro (PMDB)  | 58.895                        | 25,62%                        |
| Neil Duarte (PSD)      | Alessandra Sá (PSD)    | 27.080                        | 11,78%                        |
| Beto Andrade (PSOL)    | Léo Barata (PSOL)      | 12.508                        | 5,44%                         |
| Jorge Farias (PCdoB)   | Manoel Aragão (PT)     | 2.457                         | 1,11%                         |
| Paulo Ronaldo (PRTB)   | Paulo Sutil (PRTB)     | 949                           | 0,41%                         |
| Total de votos válidos | Total de votos válidos | 229.885                       | 89,44%                        |
| → Votos em branco      | → Votos em branco      | 9.753                         | 3,79%                         |
| → Votos nulos          | → Votos nulos          | 17.402                        | 6,77%                         |
| Total                  | Total                  | 257.040                       | 88,25%                        |
| Abstenções             | Abstenções             | 34.233                        | 11,75%                        |
| Total de inscritos     | Total de inscritos     | 291.273                       | 100%                          |

#### Vereadores Eleitos
| Nome                       | Votos  | %     |
| -------------------------- | ------ | ----- |
| Dr.Daniel (PSDB)           | 12.675 | 5,38% |
| Pastor Arlindo (PRB)       | 5.231  | 2,22% |
| Francy Pereira (PSDB)      | 4.562  | 1,94% |
| Erick Monteiro (PSDB)      | 4.470  | 1,90% |
| Fabio Figueiras (PSB)      | 4.035  | 1,71% |
| Pastora Ray Tavares (PMDB) | 3.853  | 1,63% |
| Rui Begot (PROS)           | 3.756  | 1,59% |
| Dr. Ronaldo Sefer (PR)     | 3.392  | 1,44% |
| Marlon (PSDC)              | 3.343  | 1,42% |
| Helder Junior (PP)         | 2.807  | 1,19% |
| Robson Barbosa (PDT)       | 2.745  | 1,16% |
| Bitoti (PV)                | 2.587  | 1,10% |
| Sergio Rato (PSDB)         | 2.567  | 1,09% |
| Louro Frango (PTdoB)       | 2.520  | 1,07% |
| Alexandre Gomes (PSB)      | 2.507  | 1,06% |
| Gordo do Aurá (DEM)        | 2.427  | 1,03% |
| Elias Barreto (DEM)        | 2.395  | 1,02% |
| Neto Valente (PDT)         | 2.343  | 0,99% |
| Augusto Soares (PSDB)      | 2.341  | 0,99% |
| Chico Barros (PROS)        | 2.309  | 0,98% |
| Carlúcio (PSDB)            | 2.075  | 0,88% |